# جيف لو
جيف لو (بالإنجليزية: Jeff Lowe)‏‏ (13 سبتمبر 1950 - 24 أغسطس 2018) هو مُتسلق جبال أمريكي من أوغدن. عُرف جيف لتسلقه المثالي وتسلقه الأول جبال روكي الأمريكية والكندية والألب والهيمالايا. كان من دُعاة فلسفة «نمط جبال الألب» في التسلق، حيثُ تسافر الفرق الصغيرة بسرعةٍ أقل من قدر العتاد. قام جيف بأكثر من 1000 تسلق أول.